# Preuilly-la-Ville
Preuilly-la-Ville – miejscowość i gmina we Francji, w Regionie Centralnym, w departamencie Indre.
Według danych na rok 1990 gminę zamieszkiwało 148 osób, a gęstość zaludnienia wynosiła 35 osób/km² (wśród 1842 gmin Regionu Centralnego Preuilly-la-Ville plasuje się na 989. miejscu pod względem liczby ludności, natomiast pod względem powierzchni na miejscu 1385.).